# 賓博
賓博是中非共和國第二大城市，也是翁貝拉－姆波科省的首府，位於該國西南部，距離首都班基15公里，毗鄰與剛果民主共和國接壤的邊界，海拔高度338米，2003年人口124,176。
4°15′N 18°25′E / 4.250°N 18.417°E